# Rana draytonii
Ne doit pas être confondu avec Grenouille à pattes rouges.
Espèce
Synonymes
- Rana lecontii Baird & Girard, 1853
- Rana nigricans Hallowell, 1854
- Rana longipes Hallowell, 1859

Statut de conservation UICN

 VU B2ab(ii,iii,iv,v) : Vulnérable
Rana draytonii, la Grenouille à pattes rouges de Californie, est une espèce d'amphibiens de la famille des Ranidae. Elle compte parmi les amphibiens capables d'effectuer les bonds les plus longs, pouvant sauter jusqu'à environ 6 m (record). L'espèce en forte régression ou disparue d'une grande partie de son aire naturelle de répartition a été classée vulnérable. Elle était autrefois commune et aurait inspiré l'histoire de Mark Twain : La Célèbre Grenouille sauteuse du comté de Calaveras.

## Répartition
Cette espèce se rencontre du niveau de la mer jusqu'à 2 440 m d'altitude dans l'ouest de l'Amérique du Nord, :
- au Mexique dans le nord-ouest de l'État de Basse-Californie ;

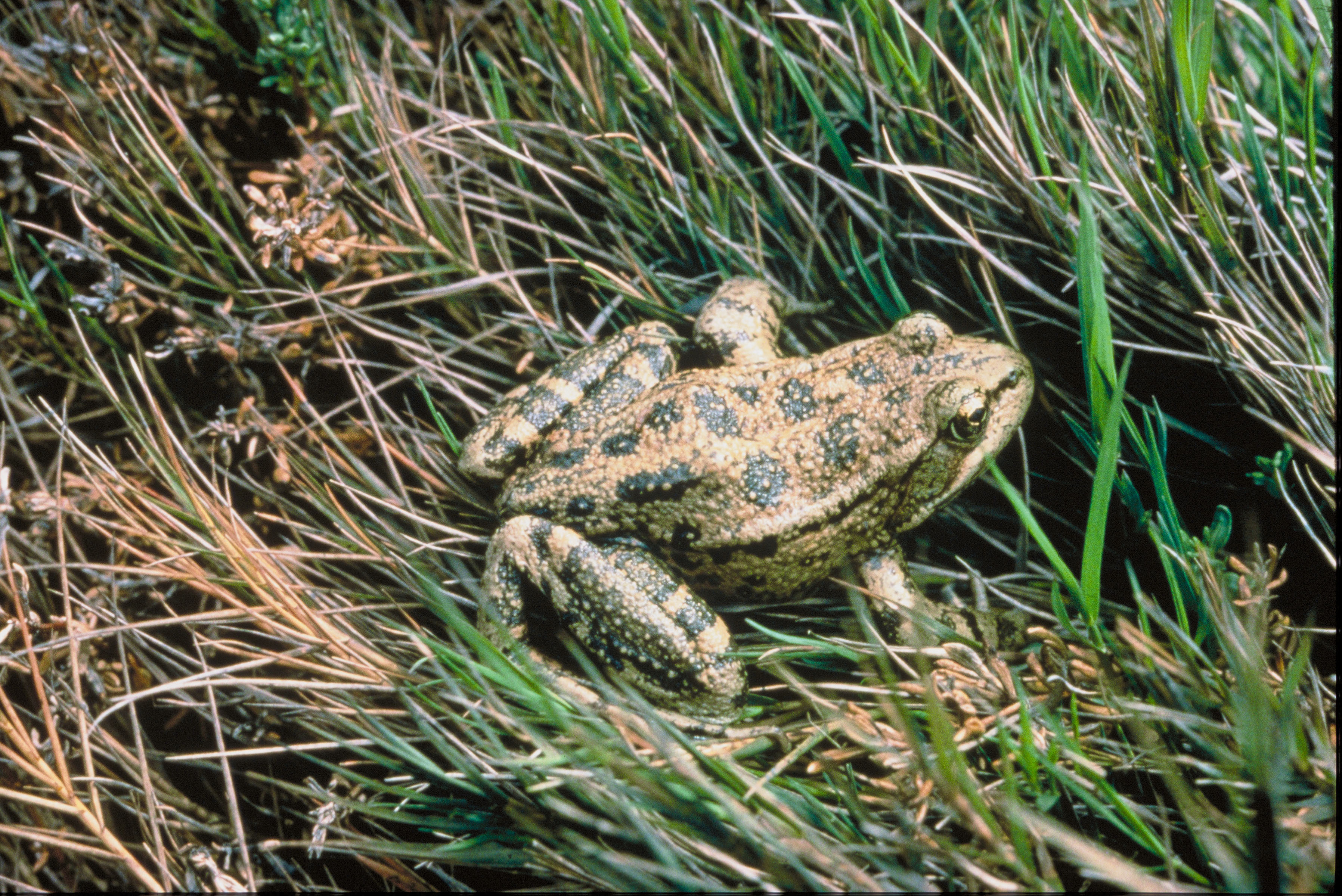
Rana draytonii

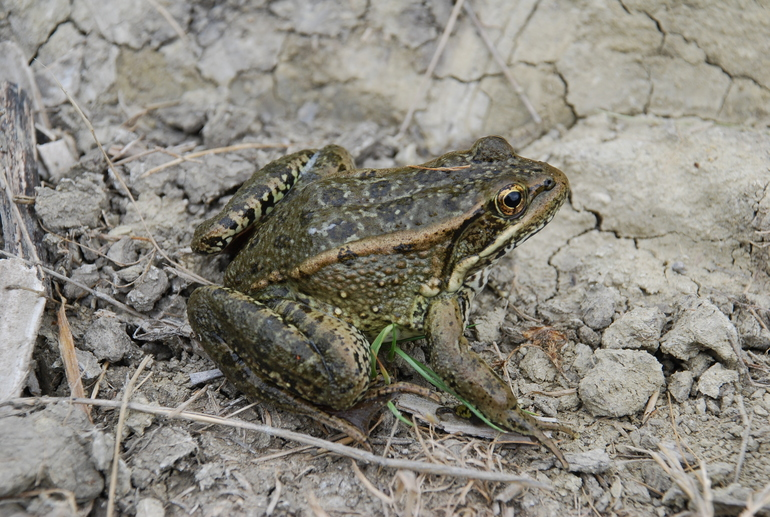
Rana draytonii

- aux États-Unis dans l'ouest de la Californie.

## Étymologie
Cette espèce est nommée en l'honneur de Joseph Drayton (1795-1856).

## Publication originale
- Baird & Girard, 1852 : Descriptions of new species of reptiles, collected by the U.S. Exploring Expedition under the command of Capt. Charles Wilkes, U.S.N. First part — Including the species from the western coast of America. Proceedings of the Academy of Natural Sciences of Philadelphia, vol. 6, p. 174-177 (texte intégral).

## État des populations, pressions...
Autrefois commune, l'espèce est aujourd'hui menacée et faisant l'objet d'un plan de réintroduction (9 pontes ont été observées en 2017 dans le comté),. 